# Kabrametsa
Koordinaten: 58° 55′ N, 23° 39′ O
Kabrametsa (deutsch Kübramets) ist ein Dorf (estnisch küla) in der Stadtgemeinde Haapsalu (bis 2017: Landgemeinde Ridala) im Kreis Lääne in Estland.
Der Ort hat 28 Einwohner (Stand 31. Dezember 2011). Er liegt sechs Kilometer südöstlich der Kernstadt Haapsalu.